# IC 2091
IC 2091 је група звијезда у сазвјежђу Еридан која се налази на листи објеката дубоког неба у Индекс каталогу.
Деклинација објекта је - 4° 40' 24" а ректасцензија 4h 46m 40,1s.